# Karl Richard Lepsius

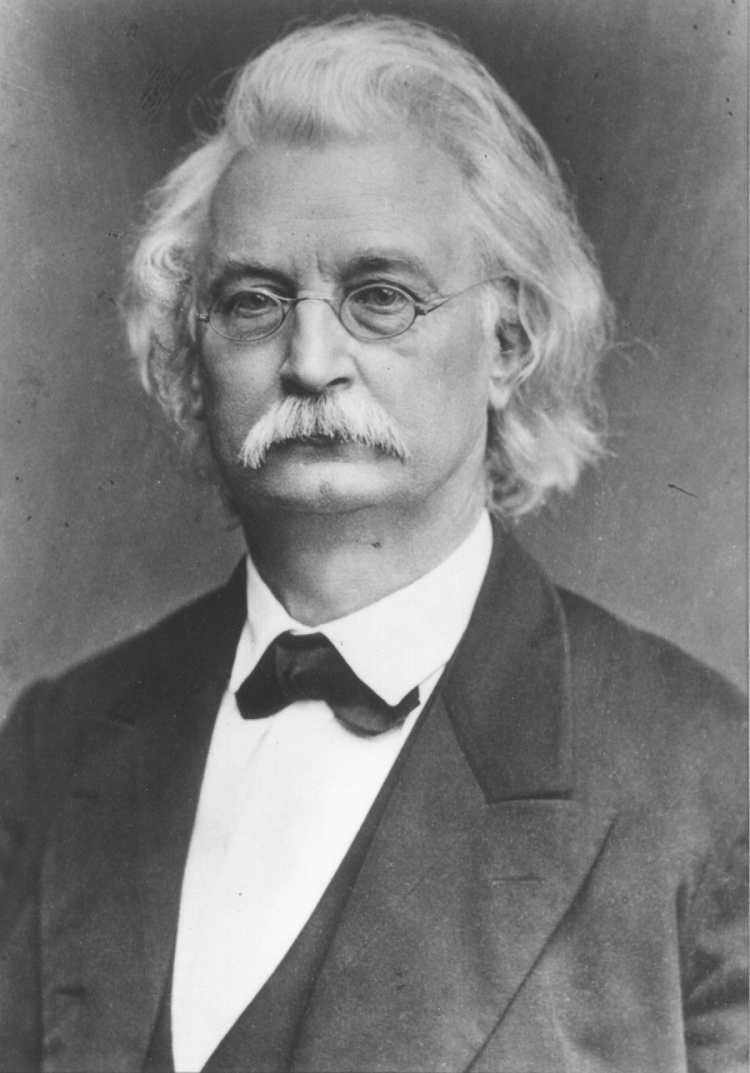
Karl Richard Lepsius (1810–1884)

Karl Richard Lepsius (* 23. Dezember 1810 in Naumburg an der Saale; † 10. Juli 1884 in Berlin) war ein deutscher Ägyptologe, Sprachforscher und Bibliothekar. Er leitete die Preußische Expedition nach Ägypten und Nubien von 1842 bis 1845, die daher auch Lepsius-Expedition genannt wird. Ab 1846 war er Professor für Ägyptologie an der Universität Berlin. Von 1855 bis 1884 war er Direktor der Ägyptischen Abteilung der Königlichen Museen zu Berlin und von 1873 bis zu seinem Tod Leiter der Königlichen Bibliothek zu Berlin. Lepsius gilt als Begründer der modernen Ägyptologie in Deutschland.

## Familie
Karl Richard Lepsius war der Sohn des Naumburger Landrats Carl Peter Lepsius (1775–1853) und dessen Frau Friederike (1778–1819), einer Tochter des Komponisten Carl Ludwig Traugott Glaeser. Er war das sechste von insgesamt neun Kindern. Sein Großvater Johann August Lepsius (1745–1801) war Oberbürgermeister von Naumburg.
Karl Richard Lepsius heiratete in Dresden am 5. Juli 1846 Elisabeth Klein (1828–1899), die Tochter des Komponisten Bernhard Klein und seiner Ehefrau Lili Parthey. Nach seiner Berufung nach Berlin bezog die Familie eine Wohnung in der Behrenstraße 60 in der Berliner Friedrichstadt, ab 1855 in der Villa Lepsius in der Bendlerstraße 18. Das Ehepaar hatte sechs Kinder, darunter den Geologen und Professor an der Technischen Hochschule Darmstadt Karl Georg Richard Lepsius (1851–1915), den Chemiker und Direktor der Chemischen Fabrik Griesheim Bernhard Lepsius (1854–1934), den Porträtmaler und Mitglied der Akademie der Künste Reinhold Lepsius (1857–1922) sowie den evangelischen Theologen, Orientalisten und Humanisten Johannes Lepsius (1858–1926). Die Tochter Anna Isis Elisabeth Lepsius (1848–1919) heiratete den Astronomen Wilhelm Valentiner.

## Leben und Werk

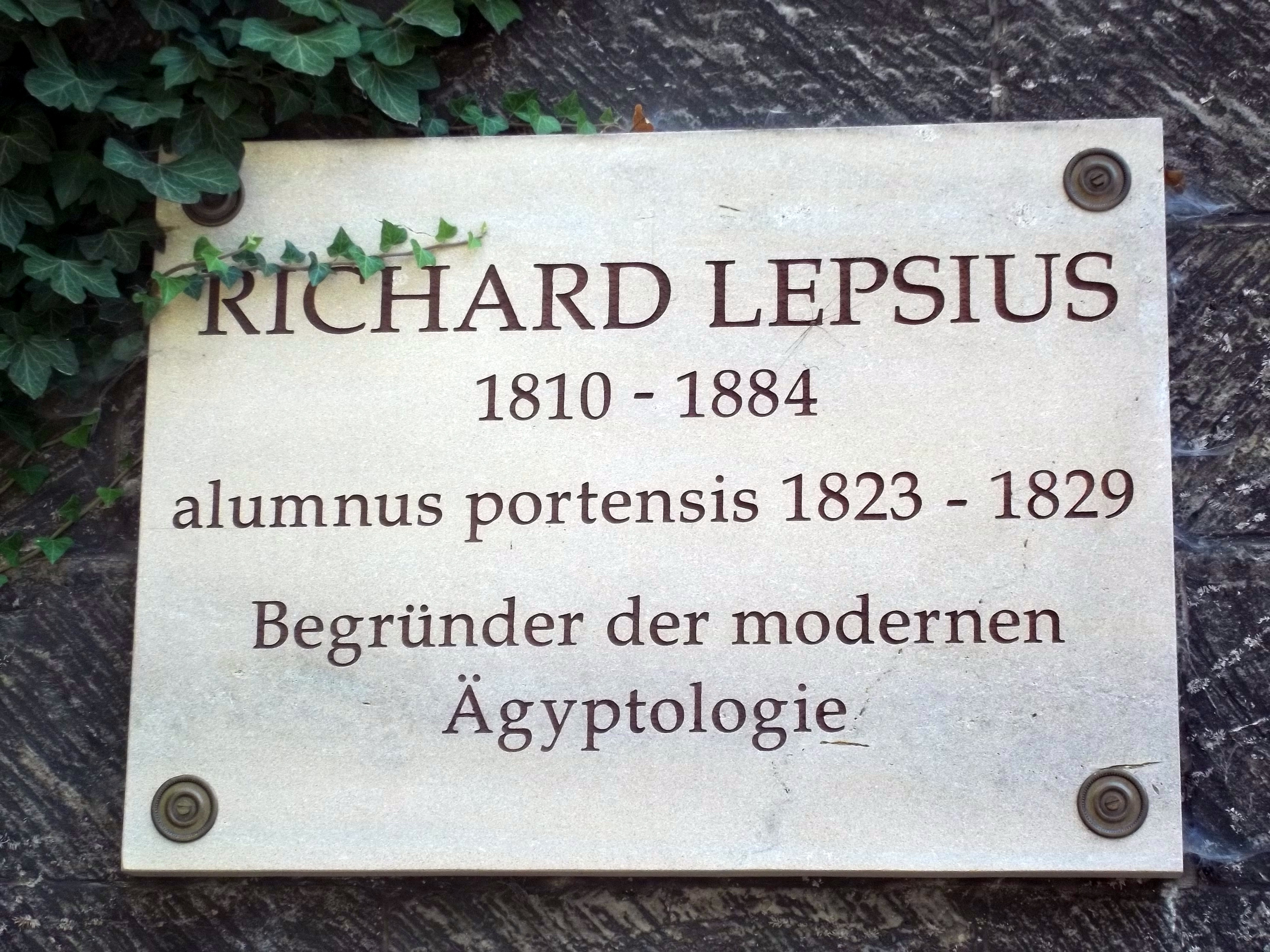
Lepsius-Gedenktafel an der Landesschule Pforta

Lepsius besuchte 1823 bis 1829 die Landesschule in Pforta – wie nach ihm auch Rudolf Anthes und Karl-Heinz Priese, die ihm im Amt als Direktor des Ägyptischen Museums in Berlin nachfolgen sollten – und studierte anschließend in Leipzig, Göttingen und Berlin Philologie und vergleichende Sprachwissenschaft. 1833 promovierte er mit der Arbeit De tabulis Eugubinis. Er wandte sich in Paris der kurz zuvor von Jean-François Champollion mit seiner Übersetzung des Steins von Rosette etablierten Kunde der ägyptischen Sprache zu. Lepsius vollendete bereits mit einer seiner ersten Schriften Lettre à M. Rosellini sur l’alphabet hiéroglyphiques die Champollion nicht vollständig gelungene Entzifferung der Hieroglyphen, brachte Ordnung in das Schriftsystem und begründete damit die methodische Erforschung der ägyptischen Sprache.

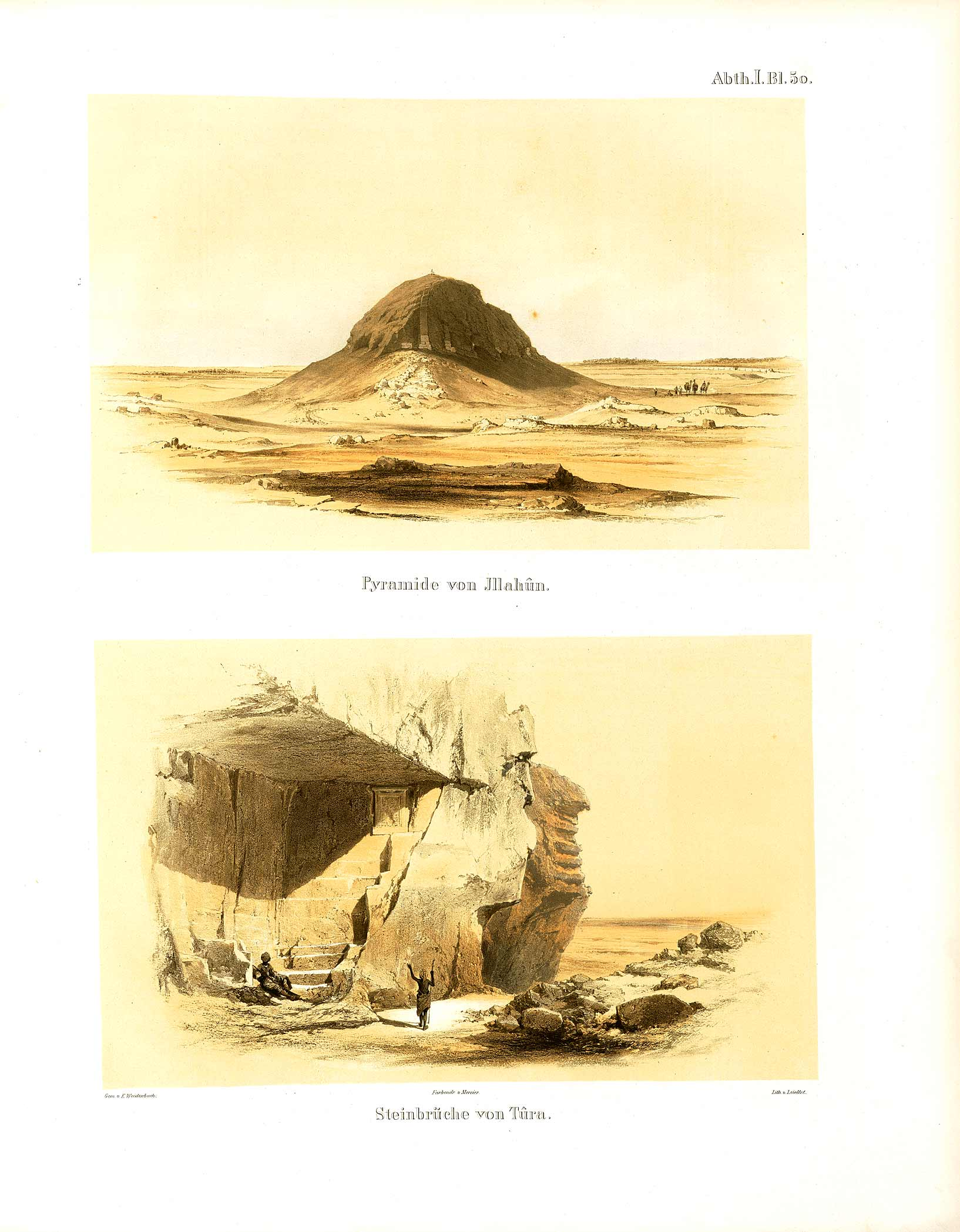
Pyramide von Illahun und Steinbrüche von Tura aus Denkmäler aus Ägypten und Äthiopien

Einen Aufenthalt in Italien, wo er 1836 Sekretär am Instituto di Corrispondenza Archeologica in Rom wurde, nutzte er zur Beschäftigung mit der umbrischen und oskischen Sprache, deren Überreste er in seinem Buch Inscriptiones Umbricae et Oscae (1841) darstellte. Im Jahr darauf wurde Lepsius zum außerordentlichen Professor an die Friedrich-Wilhelms-Universität Berlin berufen.
In dieser Eigenschaft übernahm er die Leitung der von König Friedrich Wilhelm IV. ausgesandten preußischen Expedition nach Ägypten (1842–1845). Deren Ziel war, Gipsabgüsse von wichtigen Skulpturen und, wenn möglich, originale Kunstgegenstände sowie Papyri nach Berlin zu bringen, neben einer Suche nach dem sogenannten unbekannten, mythologischen fünften Element im Land der Pharaonen. Lepsius hatte seine Mitarbeiter sorgfältig ausgewählt: Die Brüder Ernst und Max Weidenbach, Zeichner, der Letztere von Lepsius eigens im Kopieren hieroglyphischer Inschriften ausgebildet, sowie Joseph Bonomi. Der Architekt Georg Gustav Erbkam fertigte architektonische und topographische Aufnahmen an und die Maler Friedrich Otto Georgi und Johann Jakob Frey schufen Ansichten. Der Ertrag an wissenschaftlichen Aufzeichnungen, epigraphischen Kopien, Papierabdrücken, Planzeichnungen und Landschaftsbildern war enorm. 
Die „Königlich Preußische Expedition“ führte Lepsius über die Pyramidenfelder und Memphis das Niltal hinauf nach Luxor zu den Königsstädten des meroitischen Reiches im heutigen Sudan, wenig nördlich von Khartum, und weiter den Weißen und Blauen Nil entlang bis tief in den Zentralsudan. Auf dem Rückweg wurde das Niltal erneut durchmessen, mit einem Abstecher an das Rote Meer und auf den Sinai zum Katharinenkloster. Im Herbst 1845 trat Lepsius über Syrien und Konstantinopel die Heimreise an. Im April 1843 hatte sich auf Initiative des preußischen Königs dessen jüngster Bruder, Prinz Albrecht von Preußen, der Expedition von Lepsius für einige Tage angeschlossen.
Durch eine Vereinbarung mit dem ägyptischen Regenten Muhammad Ali hatte Lepsius freie Hand – selbst an Originaldenkmälern – Stücke mitzunehmen, so dass das Königliche Museum mit einem Schlag zu einer der großen Sammlungen ägyptischer Altertümer wurde. Die altägyptischen Denkmäler, die Lepsius mitbrachte, sind heute in der ägyptischen Abteilung des Neuen Museums in Berlin zu sehen. Die Resultate stellte Lepsius in seinem Hauptwerk Denkmäler aus Ägypten und Äthiopien (1849–1859, 12 Tafelbände) zusammen. Lepsius hat nie den Text zu den „Denkmälern“ publiziert. Sein umfangreiches Tagebuch wurde posthum von Ludwig Borchardt, Kurth Sethe, Heinrich Schaefer und Walter Wreszinski veröffentlicht und von Édouard Naville herausgegeben. Über seine Reise schrieb er Berichte in der „Zeitschrift für Aegyptische Sprache und Alterthumskunde“, die von Heinrich Brugsch 1863 gegründet worden war, aber deren Leitung Lepsius 1864 übernommen hatte.
1846 wurde Lepsius ordentlicher Professor und 1850 ordentliches Mitglied der Königlich Preußischen Akademie der Wissenschaften zu Berlin. 1853 wurde er in die American Academy of Arts and Sciences gewählt. 1864 wurde er Ehrenmitglied (Honorary Fellow) der Royal Society of Edinburgh und 1875 assoziiertes Mitglied der Académie royale des Sciences, des Lettres et des Beaux-Arts de Belgique. Er entwickelte das Lepsius-Alphabet, eine Umschrift für fremde Sprachen und Schriften (1855, revidierte AusgabeCarl Richard LepsiusCarl Richard Lepsius auf Englisch 1863 mit Angaben zu 117 Sprachen). 1855 wurde er an der Seite des Gründungsdirektors Giuseppe Passalacqua Mitdirektor des Ägyptischen Museums in Berlin, nach Passalacquas Tod wurde er alleiniger Direktor. Dabei setzte er sich gegen den von Passalacqua favorisierten Heinrich Brugsch durch.
Im Frühjahr 1866 unternahm Lepsius eine zweite Reise nach Ägypten, um insbesondere geographische Untersuchungen im Delta des Nils durchzuführen. Bei dieser Reise fand er – gemeinsam mit dem österreichischen Ägyptologen Leo Reinisch – in den Ruinen von Tanis eine dreisprachige Inschrift, die auf hieroglyphisch, demotisch und griechisch zu Ehren des Ptolemäus Euergetes (Ptolemäus III.) von den in Kanopus versammelten Priestern abgefasst worden war (Kanopus-Dekret); neben dem wissenschaftlichen Wert war mit diesem Fund ein handfester wissenschaftsgeschichtlicher Streit um die Urheberschaft der Entdeckung verbunden. Auch anlässlich der Eröffnung des Sueskanals hielt sich Lepsius im Herbst 1869 in Ägypten auf.
Für die Baedeker-Bände Unter- und Ober-Ägypten wirkte er an der Erstellung des Kartenmaterials mit.

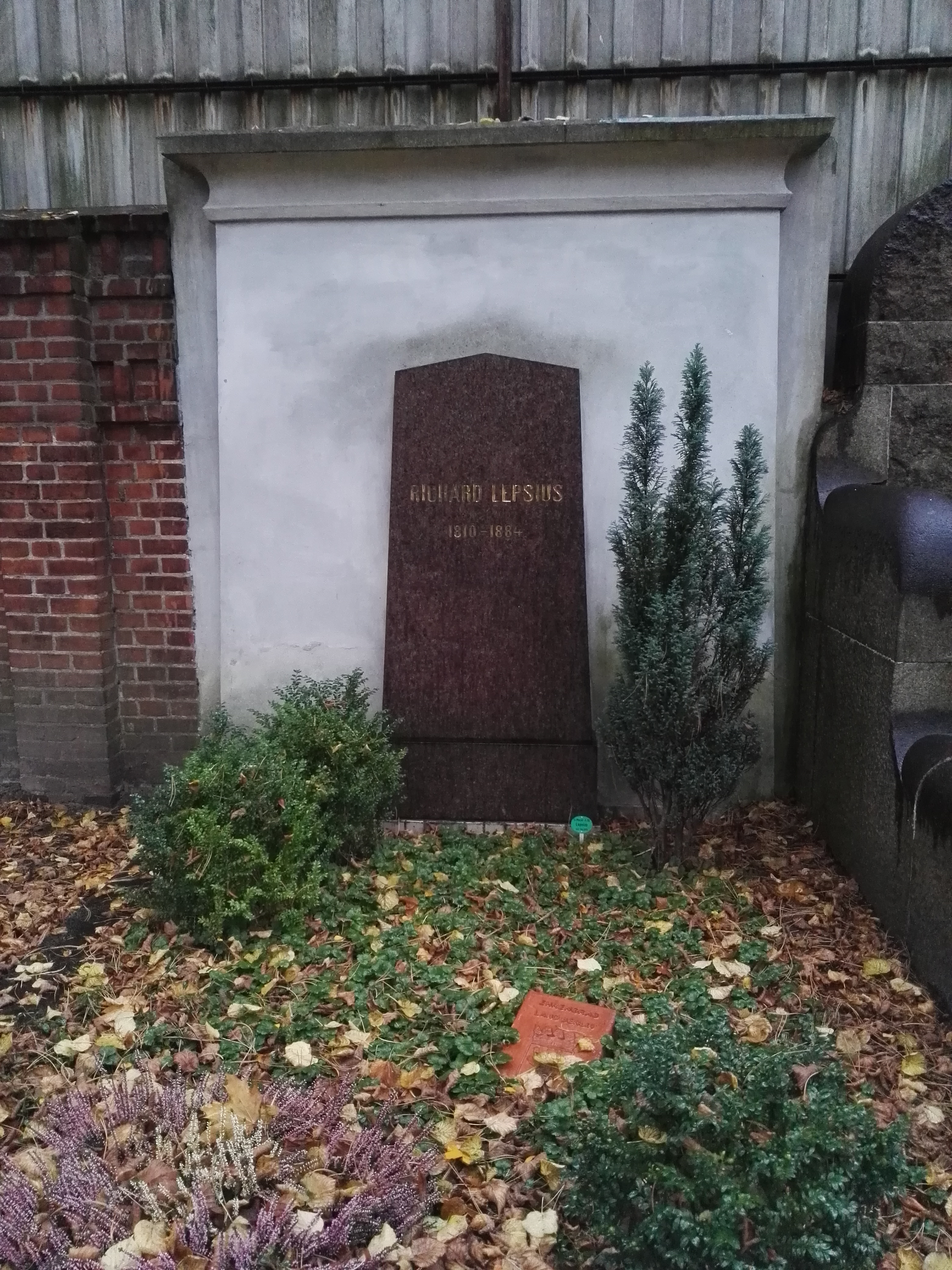
Grabstätte

1873 wurde Lepsius zum Oberbibliothekar (Direktor) der Königlichen Bibliothek in Berlin ernannt; das Amt behielt er bis zu seinem Tod am 10. Juli 1884. Sein Grabmal (Ehrengrab der Stadt Berlin) befindet sich auf dem Dom-Friedhof II in Berlin-Wedding, Müllerstraße 71–73, Feld linke Mauer, G2. Eine Straße im Berliner Bezirk Steglitz-Zehlendorf trägt seit 1934 seinen Namen.
Lepsius gilt für den deutschsprachigen Raum als Begründer der wissenschaftlichen Beschäftigung mit den ägyptischen Altertümern und damit des Faches Ägyptologie.
Lepsius wurde 1869 mit dem Bayerischen Maximilians-Orden für Wissenschaft und Kunst sowie mit der Royal Gold Medal ausgezeichnet und erhielt 1872 den preußischen Orden Pour le Mérite. Er gehörte zahlreichen wissenschaftlichen Gesellschaften und Akademien im In- und Ausland an.

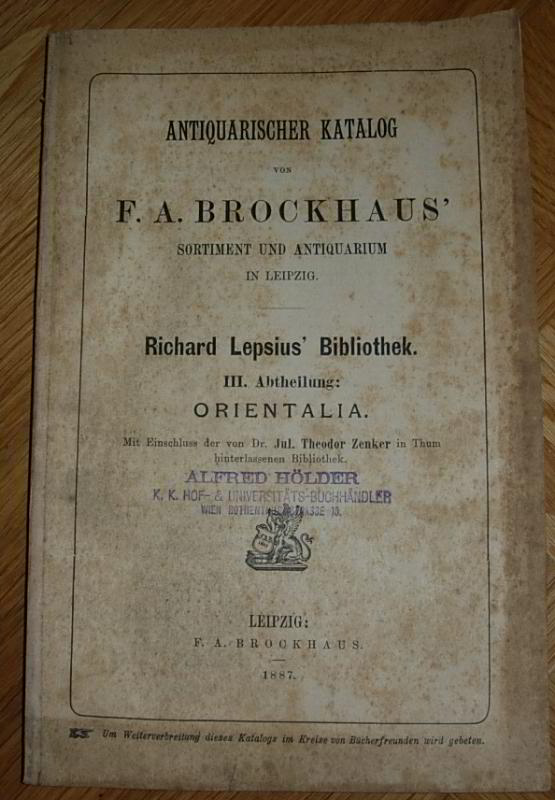
Ein Verkaufskatalog der Bibliothek Lepsius durch das Antiquariat von F.A. Brockhaus

## Mitgliedschaften
Karl Richard Lepsius war Mitglied der Deutschen Morgenländischen Gesellschaft.

## Schriften
- Zwei sprachvergleichende Abhandlungen. 1. Über die Anordnung und Verwandtschaft des Semitischen, Indischen, Äthiopischen, Alt-Persischen und Alt-Ägyptischen Alphabets. 2. Über den Ursprung und die Verwandtschaft der Zahlwörter in der Indogermanischen, Semitischen und der Koptischen Sprache. Berlin 1836.
- Das Totenbuch der Ägypter nach dem hieroglyphischen Papyrus in Turin. Georg Wigand, Leipzig 1842.
- Auswahl der wichtigsten Urkunden des aegyptischen Altertums Leipzig 1842 (Digitalisat).
- Ueber die in Philae aufgefundene Republikation des Dekretes von Rosette und die ägyptischen Forschungen des Herrn de Saulcy. In: Zeitschrift der Deutschen Morgenländischen Gesellschaft. Band 1. Leipzig 1847. S. 264–320 (Digitalisat).
- Denkmäler aus Ägypten und Äthiopien nach den Zeichnungen der von Seiner Majestät dem Könige von Preußen Friedrich Wilhelm IV nach diesen Ländern gesendeten und in den Jahren 1842–1845. ausgeführten wissenschaftlichen Expedition. Abtheilungen 1–6 in 12 Bänden, Nicolaische Buchhandlung, Berlin 1849–1859[11][12] / Edition des Belles Lettres, Geneve 1972–1973 (ULB Halle oder The Giza Archives).
  - Denkmäler aus Aegypten und Aethiopien. Text Bände 1–3, hrsg. von Eduard Naville, Ludwig Borchardt, bearbeitet von Kurt Sethe. Leipzig 1897–1904. Nachdruck: Verlagsgruppe Zeller, Osnabrück 1970
  - Denkmäler aus Aegypten und Aethiopien. Text Band 4, hrsg. von Eduard Naville, bearbeitet von Kurt Sethe. Leipzig 1901. Nachdruck: Verlagsgruppe Zeller, Osnabrück 1970.
  - Denkmäler aus Aegypten und Aethiopien. Text Band 5, hrsg. von Eduard Naville, bearbeitet von Walter Wreszinski (Bearb.), Leipzig 1913. Nachdruck: Verlagsgruppe Zeller, Osnabrück 1970.
- Über den ersten ägyptischen Götterkreis und seine geschichtlich-mythologische Entstehung. W. Hertz (Bessersche Buchhandlung), Berlin 1851 (Digitalisat).
- Über einige Ergebnisse der ägyptischen Denkmäler für die Kenntniß der Ptolemäergeschichte. Akademie der Wissenschaften, Berlin 1852.
- Ueber den Apiskreis. In: Zeitschrift der Deutschen Morgenländischen Gesellschaft. Band 7, 1853, S. 417–436 (Digitalisat).
- Das allgemeine linguistische Alphabet. Grundsätze der Übertragung fremder Schriftsysteme und bisher noch ungeschriebener Sprachen in europäische Buchstaben. Wilhelm Hertz (Bessersche Buchhandlung), Berlin 1855 (Digitalisate: archive.org / MDZ).
  - Standard alphabet for reducing unwritten languages and foreign graphic systems to a uniform orthography in European letters. Seeleys, London 1855; 2. Auflage: Williams & Norgate, London 1863 (Digitalisat).
- mit W. Bell: The XXII egyptian royal dynasty with some remarks on XXVI and others dynasties of the New kingdom. Trübner, London 1858.
- Über die Arabischen Sprachlaute und deren Umschrift, nebst einigen Erläuterungen über den harten ị Vokal in den Tatarischen, Slavischen und der Rumänischen Sprache. Akademie der Wissenschaften, Berlin 1861 (Digitalisat).
  - Über die Arabischen Sprachlaute und deren Umschrift, nebst einigen Erläuterungen über den harten ị Vocal in den Tatarischen, Slavischen und der Rumänischen Sprache. Akademie der Wissenschaften, Berlin 1861 (Digitalisat).
- Über chinesische und tibetische Lautverhältnisse und über die Umschrift jener Sprachen. Akademie der Wissenschaften, Berlin 1861.
- Das Bilingue Dekret von Kanopus in der Originalgrösse mit Übersetzung und Erklärung beider Texte. W. Hertz, Berlin 1866.
- Nubische Grammatik. Mit einer Einleitung über die Völker und Sprachen Afrika's. W. Hertz, Berlin 1880.
- Das Gutachten von 1884 über die Reorganisation der Königlichen Bibliothek Berlin. Edition und Kommentar. In: Monika Estermann, Ernst Fischer, Ute Schneider (Hrsg.): Buchkulturen. Beiträge zur Geschichte der Literaturvermittlung. Festschrift für Reinhard Wittmann. Harrassowitz, Wiesbaden 2005, ISBN 3-447-05260-0, S. 547–563.
- Katalog der Veröffentlichungen von Lepsius (PDF; 97 kB).

## Dokumentationen
- Preußen am Nil – Die königlich-preußische Expedition 1842–1845. Dokumentarfilm, Deutschland 2009, 50 min.